# Humberto Terzano
Humberto Luis María Terzano fue un jinete argentino que compitió en la modalidad de doma. Ganó una medalla de plata en los Juegos Panamericanos de 1951, en la prueba por equipos.

## Palmarés internacional
| Juegos Panamericanos | Juegos Panamericanos     | Juegos Panamericanos | Juegos Panamericanos |
| Año                  | Lugar                    | Medalla              | Categoría            |
| -------------------- | ------------------------ | -------------------- | -------------------- |
| 1951                 | Buenos Aires (Argentina) | Medalla de plata     | Por equipos          |